# Polska na Zimowym Pucharze Europy w Rzutach 2009
Polska na Zimowym Pucharze Europy w Rzutach 2009 – reprezentacja Polski podczas zimowego pucharu, który odbył się 14 i 15 marca na Teneryfie, liczyła sześciu zawodników. 

## Występy reprezentantów Polski

### Mężczyźni
Rzut dyskiem
- Bartosz Ratajczak z wynikiem 57,88 zajął 5. miejsce w grupie B
- Przemysław Czajkowski z wynikiem 55,11 zajął 6. miejsce kategorii U23

### Kobiety
Rzut młotem
- Anita Włodarczyk z wynikiem 75,05 zajęła 1. miejsce w grupie A
- Małgorzata Zadura z wynikiem 63,80 zajęła 7. miejsce w grupie B

Rzut dyskiem
- Żaneta Glanc z wynikiem 60,45 zajęła 2. miejsce w grupie A
- Joanna Wiśniewska z wynikiem 58,91 zajęła 3. miejsce w grupie A